# Château de l'Aile
Le château de l'Aile, également appelé château Couvreu du nom d'une famille de personnalités politiques locales propriétaires des lieux, est un château vaudois situé à Vevey, en Suisse.

## Histoire
Le château a été construit entre 1840 et 1846 en remplacement d'un château du XVIIe siècle, lui-même établi sur les anciennes halles de la ville qui lui ont donné son nom par consonance (l'auberge qui s'y trouvait portait en guise d'enseigne une aile arrachée - "ala" en latin, qui veut aussi dire halles). Celles-ci, de même que l'auberge attenante, se trouvaient sur cette parcelle entre le bord du Léman et la place du Marché depuis 1545. Vers la fin du XVIIe siècle, Vincent Hertner, propriétaire, fit démolir les bâtiments d'origine pour construire vers 1680 un premier château d'agrément cantonné de tourelles.
L'un de ses descendants, Jacques-Edouard Couvreu (1803-1873), banquier formé à Heidelberg et Paris, enthousiasmé par un voyage en Angleterre entrepris en 1827 qui lui fait découvrir l'architecture gothique et néogothique anglaise, projette dès l'année suivante de rénover l'ancienne bâtisse de l'Aile qu'il a héritée de son grand-père en 1814, alors qu'il n'avait que onze ans. D'emblée, Couvreu songe à recourir à l'architecte Philippe Franel, mais ces projets sont renvoyés jusqu'en 1839, au décès d'une tante âgée demeurant au château. Le chantier est en voie d'achèvement lorsque Jacques-Edouard Couvreu, à 43 ans, épouse en 1845 une lointaine cousine, Julie Mathilde Micheli, de Genève.
Ce propriétaire transforme le château de l'Aile en monument néogothique, en partie d’inspiration anglaise, et fait appel à plusieurs architectes, qui apportent chacun leur contribution à l’évolution du projet ; il y a tout d’abord le Veveysan Philippe Franel, puis le Lausannois Henri Perregaux, et enfin le Genevois Jacques-Louis Brocher. De cette époque datent les façades richement ornées, à décor sculpté en molasse, ainsi que la superbe décoration intérieure, avec plafonds peints et planchers marquetés.

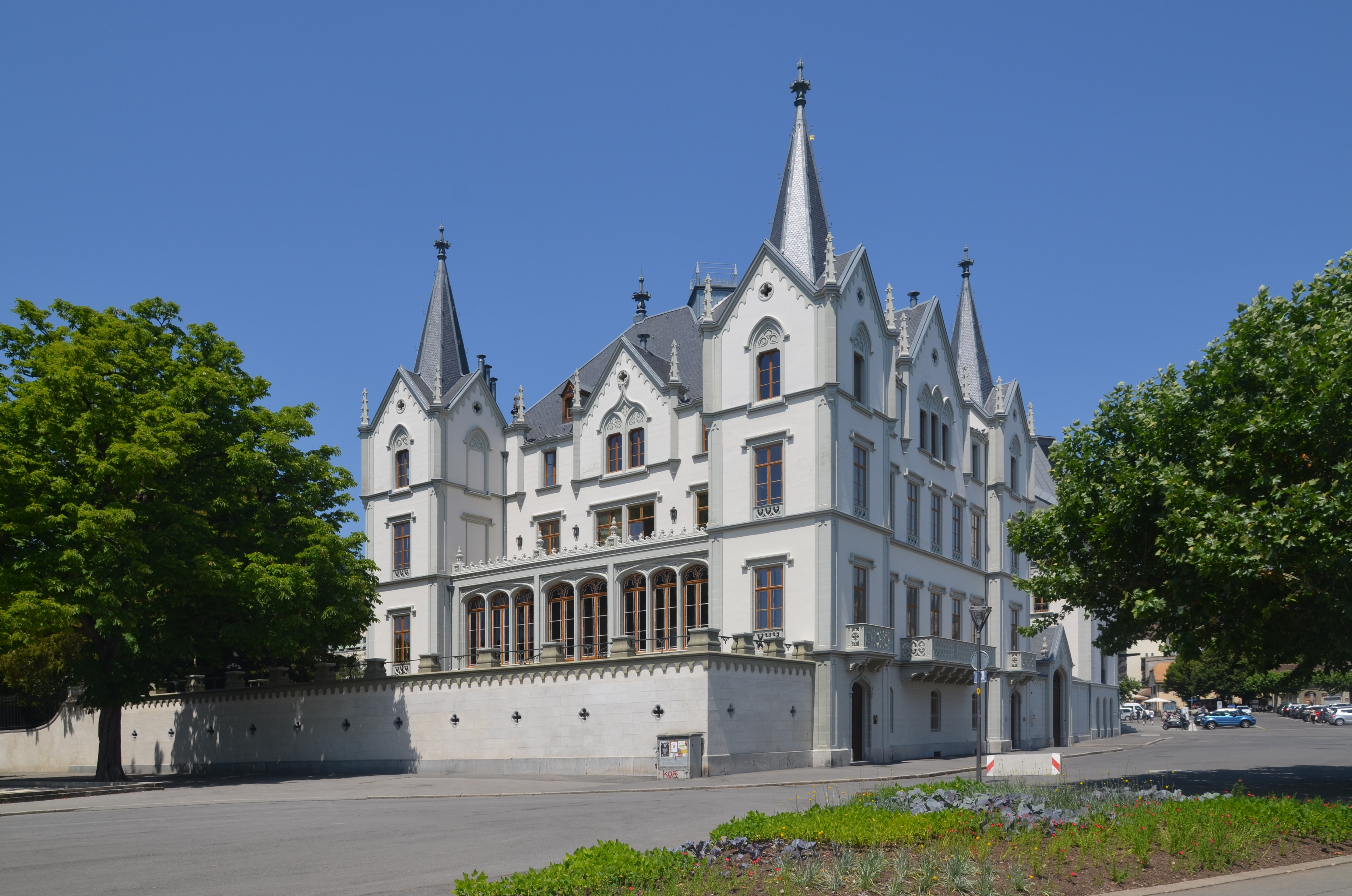
Façade orienté vers le lac en juin 2022.

Le bâtiment, inscrit comme bien culturel suisse d'importance nationale, est racheté par la ville en 1988 dans le but de le transformer en complexe hôtelier. Le projet ne se réalisa cependant pas, faute d'investissements et le lieu devient un squat. À la suite d'un vote populaire en 2007, le bâtiment est vendu à Bernd Grohe, homme d'affaires allemand installé dans la région ; celui-ci lança alors d'importants travaux visant à transformer le château en résidence de luxe comprenant 4 appartements dont l'un de plus de 1 500 m2, une restauration 2008-2014 dirigée par l'architecte Christophe Amsler.
Le château de l'Aile fut la résidence du diplomate et écrivain français Paul Morand (1888-1976) et de son épouse Hélène Chrisoveloni, entre 1948 et 1976.

## Sources
Fonds : Couvreu de Deckersberg (famille et familles alliées) (1650-1966) [5 enveloppes, 4 livres, 2 cahiers, 435 plans sur le domaine et le château de l’Aile].  Cote : PP 984/1249-1255. Archives cantonales vaudoises (présentation en ligne).